# Corydoras habrosus
Espèce
Le Corydoras sel et poivre (Corydoras habrosus) est une espèce de petits poissons d'eau douce de la famille des Callichthyidae originaire d'Amérique du Sud.